# آنا دير فارتانيان
آنا دير فارتانيان (بالإنجليزية: Anna Der-Vartanian)‏ (6 ديسمبر 1920 - 4 أغسطس 2011) هي أول امرأة يتم ترقيتها إلى درجة ماجستير الضابط المسؤول، وهو أعلى معدل في قائمة الأسطول في الولايات المتحدة.
في عام 1959، أثناء عملها كمساعد لمدير الإستراتيجية العالمية في الكلية الحربية البحرية في نيوبورت برود آيلاند، تلقت دير فارتانيان ترقيتها إلى درجة الماجستير في قيادة ضابط الصف. مع هذا الترويج دخلت التاريخ كأول امرأة في القوات المسلحة الأمريكية تترقى إلى معدل E-9.
توفيت في 4 آب 2011، عن عمر يناهز التسعين عامًا، ودُفنت بجوائز عسكرية كاملة في مقبرة أرلينغتون الوطنية.

## حياتها
ولدت آنا دير فارتانيان في 6 ديسمبر 1920 في ديترويت بولاية ميشيغان، التحقت بمدرسة ساوثويسترن الثانوية في الفترة من 1936 إلى 1939. ثم جامعة ديترويت للأعمال من 1941-1942. بعد وقت قصير من اندلاع الحرب العالمية الثانية، في وقت تجنيد آنا دير فارتانيان، كانت أختها جين أوليفر، تخدم في البحرية الأمريكية بينما خدم شقيقها أندرو في الجيش الأمريكي في مسرح الحرب في المحيط الهادئ. أرادت أمها الانضمام إلى البحرية، لكنها اختارت البقاء في المنزل وخدمة الصليب الأحمر الأمريكي.

## مهنة البحرية
بعد التحاقها بجامعة ديترويت للأعمال، جندت آنا دير فارتانيان في سلاح الجو المساعد التابع للجيش الأمريكي (WAAC)، الذي أطلق عليه لاحقًا فيلق الجيش النسائي (WAC) في 18 ديسمبر 1942. وقد اختارت أن تغادر (WAAC) في 31 أغسطس 1943 البحرية الأمريكية كحارس مبتدئ في وحدة المرأة لخدمة الطوارئ المتطوعين (WAVES).
بعد التدريب الأساسي، شغلت منصبًا إداريًا في جريت ليكس بولاية إلينوي. ثم خدمت من 1943 إلى 1946 في مكتب الموظفين البحريين في واشنطن. من بين المشاهير المتحمسين والجدد الذين تمت متابعتهم في مكتبها مثل روبرت تايلور، وجين ماركي، وإدي ألبرت. كانت مهمتها التالية في محطة البحرية جزيرة الكنز في سان فرانسيسكو بكاليفورنيا، من أغسطس 1946 إلى يونيو 1947. بينما تم ترقيتها إلى معدل E-7 قائد البحرية (YNC). بحلول عام 1951، كانت لواء لنائب رئيس العمليات البحرية، ونائب الأدميرال ماتياس غاردنر.
بين مارس 1952 - ديسمبر 1953، تم تعيينها مسئول المعلومات العامة (PIO) في بيرل هاربور، ثم في إقليم هاواي. وقد قام المكتب بجولات إلى سفينة يو إس إس أريزونا التذكارية، حيث يستضيف زوار بارزين مثل جيمس ميشينر ومارغريت وايت وجون واين. كانت مهمتها من يوليو 1954 إلى يونيو 1956، في مكتب شؤون الموظفين في المدارس في نيو جيرسي. في عام 1957، تمت ترقيتها إلى معدل E-8، رئيس (YNCS)، ونقلت إلى مكتب الإعلام في بوسطن بماساتشوستس.
في يوليو 1959، تم تفصيلها في مكتب الاستراتيجية العالمي التابع لكلية الحرب البحرية في نيوبورت برود آيلاند. هناك قابلت الأدميرال صموئيل إليوت موريسون وحصلت على توقيعه في نسخته من كتابه جون بول جونز. في 16 ديسمبر 1959، أثناء خدمتها في الكلية الحربية البحرية، تمت ترقيتها مرة أخرى مما جعلها أول امرأة تصل إلى E-9 في تاريخ القوات المسلحة الأمريكية.
وبعد هذا الترويج، تم نقلها كأول رئيسة كُتّبت في مكتب الممثل العسكري الوطني للولايات المتحدة، SHAPE في باريس بفرنسا. وشملت مهامها تنسيق الإجراءات الإدارية للأفراد العسكريين من الولايات المتحدة والدول الأربع عشرة الأعضاء في منظمة حلف شمال الأطلسي في تلك القيادة. خدم في باريس حتى عام 1962، حيث التقى بالرئيس جون كينيدي. حصلت على تأييد قوي لبرنامج ضابط الخدمة المحدودة في البحرية، وعند مغادرتها للأمر كانت هناك رسالة تشجيعية لأدائها المتفوق بصفتها رئيسة القسم.
كانت مهمتها النهائية في المكتب القانوني، والمحطة البحرية في واشنطن.
تقاعدت من البحرية الأمريكية في 16 يوليو 1963.

## الحياة المتأخرة
انضمت آنا دير فارتانيان إلى وكالة المخابرات المركزية (CIA) في عام 1964 كمحلل مبتدئ، ثم أصبحت لاحقًا اختصاصًا في مكافحة التجسس، وتلقت مهامًا في باريس بفرنسا، وبون، وألمانيا، ومدريد، واسبانيا. كانت تجيد اللغة الإنجليزية والأرمنية والفرنسية، وكانت تعرف بعض الإسبانية والألمانية. سافرت رسمياً إلى القاهرة، ومصر، وتونس، والجزائر. على الرغم من أنها تقاعدت من وكالة المخابرات المركزية في عام 1991، فقد ظلت مقاولة هناك حتى مايو 2007.
ألقت الخطابات وحضرت العديد من الفعاليات العسكرية، وكانت عضوًا في خدمة WAVES National، ونساء البحر المسجلة لدى النساء في الخدمة العسكرية لأمريكا (WIMSA) كعضو في الميثاق 23774، وشاركت في اليوغا لكبار السن. أقامت في ماكلين بفيرجينيا حتى وفاتها. زارت بشكل دوري العائلة في ميشيغان ولويزيانا. أبحرت أيضا خليج تشيسابيك وجزر فيرجن مع ابنة أخيها.
دفنت في مقبرة أرلينغتون الوطنية، القسم 60، الموقع 9833.

## الجوائز
| الأوسمة العسكرية الأمريكية |                                    |
|                            | وسام حسن السلوك البحري             |
|                            | وسام الحملة الأمريكية              |
|                            | وسام انتصار الحرب العالمية الثانية |
|                            | وسام خدمة الدفاع الوطني            |